# Turijn (metropolitane stad)
De  Città Metropolitana di Torino (Italiaans voor "metropolitane stad Turijn") is als metropolitane stad een Italiaanse  bestuurslaag ingesteld door de Wet 142/1990 op de hervorming van de lokale overheidsorganen, in werking getreden op 1 januari 2015. De entiteit bestaat uit Turijn met omliggende gemeenten en is de rechtsopvolger van de bestaande provincie. Aan het eind van 2014 heeft de Metropolitane Raad zijn nieuwe statuut vastgesteld.
De metropolitane stad Turijn is gelegen in de Noord-Italiaanse regio Piëmont. In het noorden grenst ze aan de autonome regio Aosta, in het oosten aan de provincies Biella, Vercelli en Asti. In het zuiden ligt de provincie Cuneo. De westgrens wordt gevormd met de Franse departementen Savoie en Hautes-Alpes.

## Territorium
Turijn behoort tot de grotere Italiaanse metropolitane steden en is de vierde entiteit wat betreft inwonertal. Het allergrootste deel van de bevolking woont in en rondom de hoofdstad Turijn in de Povlakte. De streek Canavese, in het noorden, is minder dichtbevolkt. De Alpen nemen het gehele westen van het grondgebied in beslag. Het belangrijkste dal is het Valle di Susa waardoor de snel- en spoorwegen richting Frankrijk lopen. In het noorden heeft het gebergte rondom de Gran Paradiso de status van nationaal park.

## Belangrijke plaatsen
- Turijn (902.255 inw.)
- Rivoli (49.505 inw.)
- Moncalieri (53.120 inw.)
- Settimo Torinese (45.495 inw.)
- Ivrea (23.507 inw.)

## Bezienswaardigheden
Turijn is een bijzondere stad, die vaak in de schaduw van het nabijgelegen Milaan staat. Het was de eerste hoofdstad van Italië van 1861 tot 1870. De stad heeft veel grootse monumenten zoals het Palazzo Reale. Het meest in het oog springende gebouw is de 167 meter hoge Mole Antonelliana uit 1863, hierin is een filmmuseum gevestigd. In de 500 jaar oude Dom van de stad ligt de wereldberoemde Lijkwade van Turijn. De rivier de Po slingert zich door het oude centrum van de stad. Net buiten het centrum ligt het Parco del Valentino met het gelijknamige paleis en de Borgo Mediovale, een "middeleeuws" dorp, gebouwd in 1884 voor een speciale tentoonstelling in de stad. Buiten de stad liggen het imposte Stadio delle Alpi, het paleis Stupinigi en de enorme Basilica di Superga. Ten westen van de stad opent zich het Valle di Susa. Hier werd in 2006 het grootste deel van de Olympische Spelen gehouden, in de wintersportplaatsen van Bardonecchia, Sauze-d'Oulx en Cesana Torinese. In het dal ligt ook Susa met haar middeleeuwse centrum en vlak bij Avigliana het enorme bouwwerk Sacra di San Michele. In het uiterste noorden van de provincie ligt het Valle Locana (Valle Ceresole Reale) met het toeristische Ceresole Reale. Het ligt aan de voet van de weg die naar de 2612 meter hoge Col di Nivolet leidt (doodlopend) in het nationaal park Gran Paradiso.

## Bergpassen
De metropolitane stad Turijn is rijk aan bergpassen. Sommige zijn belangrijk voor het doorgaande verkeer zoals de passen Colle di Monginevro en de Colle del Moncenisio. Andere zijn moeilijk begaanbaar en worden alleen bereden door onbevreesde toeristen. De snelweg A32 duikt bij Bardonecchia een tunnel in en biedt zo een alternatief voor de mensen die liever niet door de haarspeldbochten omhoog rijden.
| Naam                 | Hoogte  | Van                           | Naar                          | Wegdek                        |
| -------------------- | ------- | ----------------------------- | ----------------------------- | ----------------------------- |
| Col di Nivolet       | 2612 m  | Ceresole Reale (Valle Locana) | Pont (Val Savarenche)         | asfalt (zijde Ceresole Reale) |
| Colle del Lis        | 1311 m  | Almese (Valle di Susa)        | Viù                           | asfalt                        |
| Colle del Moncenisio | 2083 m. | Susa                          | Lanslebourg (F)               | asfalt                        |
| Col de l'Echelle     | 1766 m  | Bardonecchia                  | la Vachette (F)               | asfalt                        |
| Colle di Sestriere   | 2035 m. | Cesana Torinese               | Pragelato (Valle del Chisone) | asfalt                        |
| Colle di Monginevro  | 1860 m  | Cesana Torinese               | Briançon (F)                  | asfalt                        |
| Colle delle Finestre | 2176 m  | Finestrelle (V. Chisone)      | Susa                          | steenslag                     |
| Cresta dell'Assietta | 2497 m  | Colle delle Finestre          | Colle di Sestriere            | steenslag                     |

## Foto's

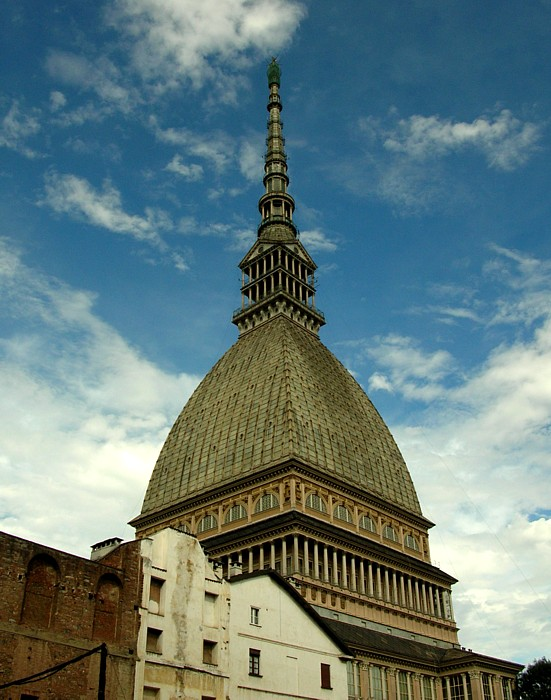
Mole Antonelliana (Turijn)
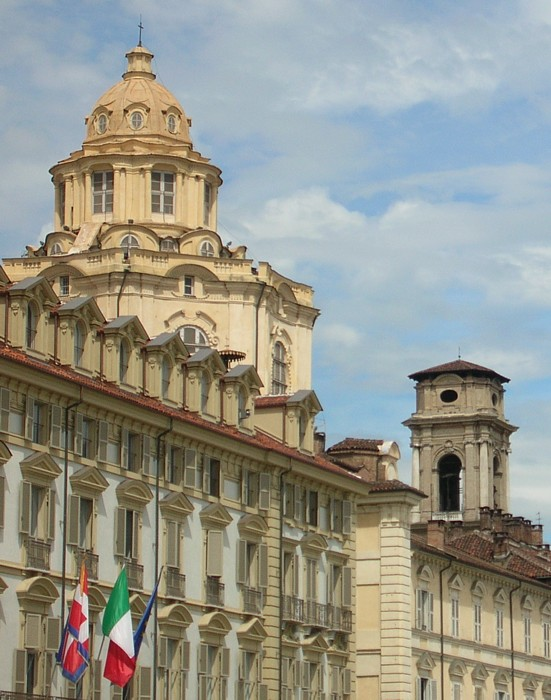
Piazza Castello (Turijn)
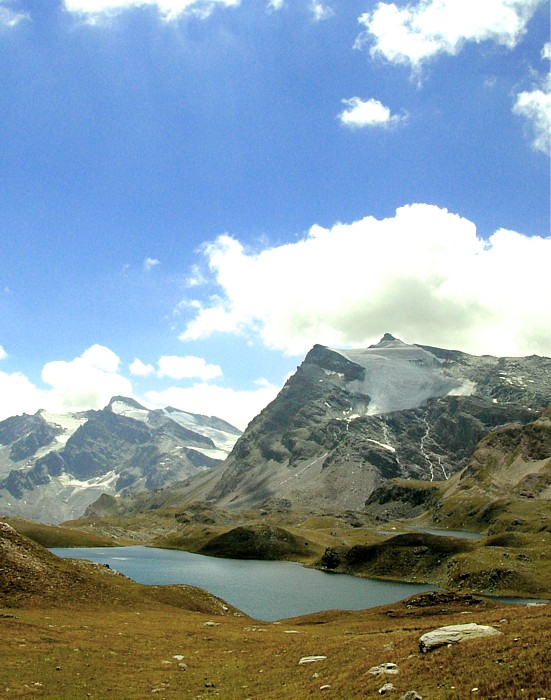
Nivoletpas